# Cratere Rayleigh (Luna)
Rayleigh è un grande cratere lunare di 113,77 km situato nella parte nord-orientale della faccia visibile della Luna.
Il cratere è dedicato al fisico britannico John William Strutt Rayleigh.